# Língua alamblak

Línguas Sepik segundo a classificação de Foley (2018). Línguas Sepik Hill estão em verde.

A língua alamblak é falada por cerca de 2.400 pessoas na província de Sepik Oriental em Papua-Nova Guiné, ao longo dos rios Karawari e Wagupmeri e nas margens do lago Kuvenmas. Pertence ao ramo Sepik Hill da família linguística Sepik, mais especificamente ao subgrupo Sepik Hill Oriental, o qual divide com a língua kaningra. O Ethnologue classifica o alamblak como uma língua em perigo de extinção, porém estudiosos do idioma afirmam que seu uso é vigoroso localmente e que não há risco imediato de extinção.
O alamblak possui dois dialetos principais, o karawari e o kuvenmas, que apresentam diferenças fonológicas, gramaticais e lexicais entre si. Os falantes de alamblak encontram-se divididos em seis grupos sociais, sendo quatro falantes do dialeto karawari (Këmbrofm, Marhombm, Yimanifm e Bnarm) e dois falantes do dialeto kuvenmas (Bahwidëh e Wolpam).

## História da documentação
Uma das primeiras referências ao alamblak no meio de pesquisas linguísticas foi feita em uma passagem sobre classes de substantivos nas línguas "karawari-krosmerin”, em um estudo de 1966 realizado pelo etnólogo alemão Eike Haberland. Poucos anos depois, em 1968, uma pequena lista de palavras em alamblak foi incluída em um estudo léxico-estatístico das línguas Sepik Hill por W. Dye, P. Townsend e W. Townsend, membros do SIL International. O sistema de contagem do alamblak foi registrado em 1974 em um estudo etnográfico dos povos do Alto Karawari por Eike Haberland e Sigfried Seyfarth.
Os primeiros estudos aprofundados sobre a língua alamblak foram realizados por Les e Kathleen Bruce, também associados ao SIL International, durante uma pesquisa de quatro anos iniciada em 1970. Nos anos subsequentes, diversas produções focadas na descrição do alamblak foram publicadas por Les Bruce, notadamente a gramática The Alamblak language of Papua New Guinea (East Sepik) de 1984.

## Fonologia
Não há consistência bibliográfica na descrição dos fonemas do alamblak. Em uma sistematização dos dados fonológicos da língua de 2003, Melenda e Patrick Edmiston catalogam o inventário de vogais e consoantes como sendo:
|             | Bilabial | Alveolar | Palatal | Velar |
| ----------- | -------- | -------- | ------- | ----- |
| Plosiva     | p b      | t d      |         | k g   |
| Nasal       | m        | n        | ɲ       |       |
| Fricativa   | ɸ        | s        |         | x     |
| Aproximante |          |          | j       |       |
| Tepe        |          | ɾ        |         |       |

/w/ aproximante labiovelar
/dʑ/ africada alvéolo-palatal
|             | Anterior | Central | Posterior |
| ----------- | -------- | ------- | --------- |
| Fechada     | i        |         | u         |
| Semifechada | e        |         | o         |
| Média       |          | ə       |           |
| Aberta      |          |         | ɑ         |

No entanto, a gramática de Les Bruce, de 1984, classifica a vogal aberta como central ao invés da posterior /ɑ/, além de incluir a vogal central fechada não arredondada /ɨ/ como um fonema da língua. Ademais, aponta a existência de um conjunto de consoantes alvéolo-palatais que podem ou não ser consideradas fonemas a depender do tipo de análise. As consoantes alvéolo-palatais /tʃ/, /dʒ/, /ʃ/ e /ɲ/ também são mencionadas em um guia das línguas da região publicado em 2017 como fonemas do alamblak que derivam de uma regra de palatalização.

## Escrita
O alamblak não possui sistema de escrita próprio. A transcrição para o alfabeto latino usada em descrições da língua varia de acordo com a fonte, seguindo geralmente:
| /ɑ/ | /b/ | /d/ | /e/ | /ɸ/ | /g/ | /x/ | /i/ | /dʑ/ | /k/ | /m/ | /n/ | /ɲ/   | /o/ | /p/ | /ɾ/ | /s/ | /t/ | /ə/ | /u/ | /w/ | /j/ |
| --- | --- | --- | --- | --- | --- | --- | --- | ---- | --- | --- | --- | ----- | --- | --- | --- | --- | --- | --- | --- | --- | --- |
| A a | B b | D d | e   | F f | G g | H h | I i | J j  | K k | M m | N n | Ny ny | O o | P p | R r | S s | T t | O o | u   | Ww  | Yy  |

As letras ⟨e⟩ e ⟨u⟩ nunca aparecem em início de palavra e, portanto, são empregadas apenas em suas formas minúsculas.
Nas descrições realizadas por Les e Kathleen Bruce, /ɲ/ e /ə/ são alternativamente representados por ⟨ñ⟩ e ⟨ë⟩. Nessas transcrições, o fonema /ɨ/ também aparece, transcrito como ⟨ɨ⟩.
Notas
- A consoante /ɸ/, transcrita como ⟨f⟩, não está presente na fonologia do português;
- A consoante /x/, transcrita como ⟨h⟩, acontece em palavras como “carro” no português;
- A consoante /dʑ/, transcrita como ⟨j⟩, não está presente na fonologia do português;
- A consoante /ɲ/, transcrita como ⟨ny⟩ ou ⟨ñ⟩, acontece em palavras como “sonho” no português;
- A consoante /w/, transcrita como ⟨w⟩, aparece como a semivogal "u" em palavras como "aula" no português;
- A consoante /j/, transcrita como ⟨y⟩, aparece como a semivogal "i" em palavras como “oito” no português;
- A vogal /ɑ/, transcrita como ⟨a⟩, não está presente na fonologia do português.

## Gramática

### Nomes e pronomes

#### Pronomes pessoais
Os pronomes pessoais no alamblak estão divididos entre pronomes de referência direta (primeira e segunda pessoas) e de referência indireta (terceira pessoa). A flexão de número em singular, dupla ou plural acontece em todos os casos. A distinção de gênero entre masculino e feminino acontece apenas na terceira pessoa do singular.
|                 |           | Singular | Dupla | Plural  |
| --------------- | --------- | -------- | ----- | ------- |
| Primeira pessoa |           | na(n)    | në(n) | nëm     |
| Segunda pessoa  |           | ni(n)    | nifɨn | nikë(m) |
| Terceira pessoa |           |          | rëf   | rëm     |
| Terceira pessoa | Masculino | rër      |       |         |
| Terceira pessoa | Feminino  | rët      |       |         |

#### Afixação e derivação no nome
A língua alamblak é considerada uma língua polissintética pela grande quantidade de morfemas que podem ser aglutinados na formação de uma palavra. Há predominância de sufixos; os prefixos aparecem apenas em verbos e não há infixos. A derivação de substantivos acontece a partir da aglutinação de um núcleo, que pode ser tanto um radical quanto uma construção que já sofreu derivação anteriormente. A função dos sufixos é de formar um novo item lexical a partir do núcleo ou de classificá-lo de alguma forma. Alguns dos sufixos encontrados no alamblak são:
- -pa (“derivado de”);
- -ha (“fruta de”);
- -thëf (“residente de”, no masculino ou sem especificação de gênero);
- -efkot (“residente de”, no feminino);
- -en (diminutivo);
- -ef (“de tamanho moderado”).

Esse tipo de construção é visto em palavras como bupa (“água”, literalmente “derivado de chuva”) ou gënha (“banana”, literalmente “fruta de bananeira”).

#### Interrogativos e demonstrativos
No alamblak, os interrogativos, que no português são classificados como pronomes, podem ser considerados uma subclasse dos substantivos, visto que não há contraste entre as duas classes no ponto de vista morfológico. No entanto, contrastam-se com a classe dos substantivos devido a sua distribuição nas orações. Os quatro interrogativos primitivos são fitëh (“qual?”), fiñji (“o que?”, em relação a ações), tamëh (“o que?”, em relação a substantivos) e frëh (“quem?”), que geram outras construções interrogativas a partir de sua derivação.
A derivação do interrogativo fiñji por meio de reduplicação gera a construção fiñji fiñji, que possui sentido de “quantos?” (em relação a substantivos ao invés de ações). Já as formas reduplicadas dos outros interrogativos primitivos, fitëh fitëh, tamëh tamëhm e frëh frëhm, carregam respectivamente os significados de "qual/o que/quem (entre muitos)?".
A classe dos demonstrativos, por sua vez, é representada pelo radical monossilábico ɨnd ou nd. Distingue-se das demais classes pela possibilidade de se aglutinar a marcadores de proximidade (-ar para perto e -ur para longe), propriedade só encontrada também em verbos bastante específicos.
A derivação do demonstrativo forma combinações que fazem paralelo com as construções interrogativas. A expressão demonstrativa de posse, ndarhot, por exemplo, indica que algo pertence ao que está sendo apontado pelo demonstrativo, similar à palavra "desse" no português, e faz paralelo com as construções interrogativas de posse fitëhroht ("de qual?"), tamëhroht ("de que?") e frëhroht ("de quem?").

### Verbos

#### Tempo, aspecto e modo
Os verbos no alamblak são formados pela aglutinação do radical com morfemas que indicam tempo, aspecto e modo.
Existem ao todo cinco tempos verbais e dois aspectos. Os tempos verbais são constituídos por três passados, um presente e um futuro, seguindo a seguinte classificação temporal:
- Passado remoto: dois dias ou mais antes do momento da fala;
- Passado recente: um dia antes do momento da fala;
- Passado imediato: no mesmo dia, porém antes do momento da fala;
- Presente: no momento da fala;
- Futuro: posterior ao momento da fala.

Os aspectos verbais são o perfectivo, que indica uma ação completa e não é marcado, e o imperfectivo, que indica um processo contínuo ou habitual e é marcado pelo sufixo -wë (ou -w, quando precede ou segue vogal ou semivogal).
|                          | Passado remoto (-më) | Passado recente (-rë) | Passado imediato (Ø, f-, -fë ou -tawë) | Presente (Ø) | Futuro (-rhw ou -rah) |
| ------------------------ | -------------------- | --------------------- | -------------------------------------- | ------------ | --------------------- |
| Perfectivo (Ø)           | -më                  | -rë                   | Ø, f-, -fë ou -tawë                    | Ø            | -rhw ou -rah          |
| Imperfectivo (-wë ou -w) | -më-w                | -rë-w                 |                                        | -wë ou -w    | -rhw ou -rah          |

O alamblak possui cinco modos verbais. Três deles, o declarativo, o imperativo e o hortativo, referem-se ao tipo de declaração que está sendo feita. Os outros dois, realis e irrealis, são sobrepostos aos três primeiros e se referem à legitimidade do que foi declarado em relação à realidade.
- Declarativo: indica afirmações. É a forma não marcada do verbo.
- Imperativo e hortativo: indicam ordens, pedidos ou declarações de obrigação. O imperativo é utilizado para se referir a um agente na segunda pessoa e é marcado pelo prefixo wa-. O hortativo é utilizado para se referir a um agente na primeira ou terceira pessoa e é marcado pelo prefixo a-.
- Realis: indica que o fato expressado realmente aconteceu ou com certeza acontecerá no futuro. É a forma não marcada do verbo.
- Irrealis: indica que o fato expressado não aconteceu, não acontecerá ou não há certeza que irá acontecer no futuro. É marcado pelos sufixos -r, -t ou por sufixos específicos que surgem da combinação do modo irrealis com outros modos.

|                     |                  | Passado remoto (-më) | Passado recente (-rë) | Passado imediato (Ø, f-, -fë ou -tawë) | Presente (Ø) | Futuro (-rhw ou -rah) |
| ------------------- | ---------------- | -------------------- | --------------------- | -------------------------------------- | ------------ | --------------------- |
| Realis (Ø)          | Declarativo (Ø)  | -më                  | -rë                   | Ø, f-, -fë ou -tawë                    | Ø            | -rhw ou -rah          |
| Realis (Ø)          | Imperativo (wa-) |                      |                       |                                        | wa-          |                       |
| Realis (Ø)          | Hortativo (a-)   |                      |                       |                                        | a-           |                       |
| Irrealis (-r ou -t) | Declarativo (Ø)  | -r-më                | -r-rë                 | -r-fë                                  | -kah ou -wat | -rhwa-t               |
| Irrealis (-r ou -t) | Imperativo (wa-) |                      |                       |                                        | wa-...-kah   | wa-...-twa            |
| Irrealis (-r ou -t) | Hortativo (a-)   | a-...-r-më           | a-...-r-rë            | a-...-r-fë                             | a-...-kah    | a-...-twa             |

Os modos imperativo e hortativo nunca ocorrem no tempo passado e só ocorrem no tempo futuro no modo irrealis.

#### Flexão em pessoa, número e gênero
A variação em pessoa, número e gênero dos verbos no alamblak acontece por meio de marcadores pronominais derivados dos pronomes pessoais que indicam tanto o agente quanto o receptor da ação. Marcadores para o agente são obrigatórios na forma básica independente do verbo, enquanto marcadores para o receptor são opcionais na maioria dos casos.
|                 |           | Singular | Duplo  | Plural |
| --------------- | --------- | -------- | ------ | ------ |
| Primeira pessoa |           | -a(n)    | -në(n) | -nëm   |
| Segunda pessoa  |           | -Ø(n)    | -fɨn   | -kë(m) |
| Terceira pessoa |           |          | -f     | -m     |
| Terceira pessoa | Masculino | -r       |        |        |
| Terceira pessoa | Feminino  | -t       |        |        |

Os marcadores são aglutinados após o radical do verbo na ordem agente-receptor. Por exemplo, o verbo tatwë (“bater”, tempo presente e aspecto imperfectivo) com o agente na segunda pessoa do singular (“-n”) e o receptor na primeira pessoa do singular (“-a”), é tatwëna ("você bate em mim").

#### Reduplicação
O Alamblak apresenta o fenômeno de reduplicação verbal, que acontece quando o radical de um verbo é repetido causando alguma alteração de significado. A reduplicação de radicais pode conferir aspecto de continuidade à ação expressa pelo verbo, como em:
| Hip                         | -hip         | -w       | -a   |
| transpirar                  | - transpirar | - IMPERF | - 1S |
| "Eu continuo a transpirar." |              |          |      |
Quando os radicais são ligados pela sílaba “ba”, há efeito de intensificação do que está sendo repetido:
| Hingma                     | -marña    | -ba   | -marña    | -më     | -r    |
| trabalhar                  | - direito | - LIG | - direito | - R.PST | - 3SM |
| "Ele trabalhou muito bem." |           |       |           |         |       |
Ademais, radicais verbais originados de onomatopéias também são geralmente reduplicados por imitarem sons de ações repetitivas.

## Vocabulário

### Emoções
No alamblak, o vocabulário relativo a emoções e sentimentos é composto majoritariamente por verbos, incluindo também expressões que utilizam imagens corporais como metáforas.
Yindhor é um verbo intransitivo que expressa uma ideia equivalente aos conceitos de “contente”, “feliz” ou “satisfeito”. Uma pessoa sente-se yindhor quando, por exemplo, recebe boas notícias, encontra um amigo ou obtém um novo item. Yindhor também pode significar algo similar a “orgulho” no sentido de sentir-se bem consigo mesmo por causa de uma realização pessoal. Uma expressão metafórica que se relaciona ao sentido de yindhor é Yima yuhr grhewër, traduzida literalmente como “sua pessoa interior está dançando”. Essa expressão é utilizada para indicar que alguém está muito animado.
| Tëhbëmte                           | -wër         | nd natpnë                  | yindhor | -wër         |
| forte                              | - IMPERF.3SM | logo (lit. ‘fazendo isso’) | feliz   | - IMPERF.3SM |
| “Ele está forte, logo está feliz.” |              |                            |         |              |
| Masat                   | yindhor | -wër         |
| muito                   | feliz   | - IMPERF.3SM |
| “Ele está muito feliz.” |         |              |

Yohoaf é um verbo transitivo que expressa a ideia geral de se sentir mal ao pensar sobre algo ruim que acontece. Também aparece com o sentido mais específico de se sentir mal por causa de algo ruim que acontece com outra pessoa e ter vontade de fazer algo a respeito. Nesse caso, yohoaf é similar ao conceito de “compaixão”.
| Yohoaf                            | -w           | -an  | -t    |
| triste                            | - IMPERF.3SM | - 1S | - 3SF |
| “Eu me sinto mal/triste por ela.” |              |      |       |

Dungnang é um verbo intransitivo que carrega a ideia de tristeza profunda e desesperadora, que traz a sensação de que o indivíduo nunca mais se sentirá bem. Uma pessoa pode sentir-se dungnang ao saber da morte de um ente querido ou ao se separar de um filho por um período prolongado, por exemplo.
| Nur                              | -dungnang        | -wër         |
| chorar                           | - sobrecarregado | - IMPERF.3SM |
| “Ele está chorando de tristeza." |                  |              |

Yirufa é um verbo intransitivo que expressa a ideia de se sentir desconfortável ao receber atenção indesejada de outras pessoas, similar às ideias de “timidez” ou “vergonha”. Yirufa pode se referir tanto a uma emoção causada por uma situação específica quanto a uma característica geral de um indivíduo. Uma expressão utilizada para se referir a pessoas caracterizadas como yirufa é Mañsifer (“Ele é uma centopeia”). Acredita-se que a metáfora tenha surgido a partir da forma como as centopeias recuam ao serem tocadas, originando uma associação do animal com a timidez.
| Masat                                 | yirufek             | -wër         |
| muito                                 | envergonhado/tímido | - IMPERF.3SM |
| “Ele está muito envergonhado/tímido.” |                     |              |
Nambur é um verbo intransitivo que se refere à ideia de “raiva” no sentido de sentir-se mal por causa de algo que o indivíduo não gostaria que acontecesse e, como consequência, ter vontade de machucar algo ou alguém. Além disso, nambur também pode significar a própria ação de brigar. Alguém que se envolve em brigas frequentemente é namburet yimar, uma “pessoa raivosa”. Uma expressão metafórica que exprime o sentido de nambur é Yima yuhr kikwër (“sua pessoa interior está amarrada”).
| Nambur                | -wër         |
| raiva                 | - IMPERF.3SM |
| "Ele está com raiva." |              |

### Números
O sistema de numeração no alamblak é um sistema binário-quinário-vigesimal misto, baseado nos números:
- rpa (um);
- hos (dois);
- tir yohtt (cinco, literalmente "mão inteira");
- wura yohtt (cinco, literalmente "pé inteiro");
- yima yohtr (vinte, literalmente "pessoa inteira");

Os demais numerais são formados a partir desses, que podem ser considerados bases ou números primitivos. As bases tir ("mão"), wura ("pé"; aparece apenas nos números que utilizam a construção equivalente ao número quinze) e yima ("pessoa") têm propriedade de formar construções multiplicativas, que são combinadas em sentenças mais complexas equivalentes aos números. Seguem exemplos:
- hosfirpat
três, literalmente "dois e um"
- hosfihosf
quatro, literalmente "dois e dois"
- tir yohtti manakor tirtho rpat
seis, literalmente "mão inteira e um da mão do outro lado"
- tir hosfi wuratho rpat
onze, literalmente "duas mãos e um do pé"
- tir hosfi wura yohtt
quinze, literalmente "duas mãos e um pé inteiro"
- tir hosfi wura yohtte wom wuratho rpat
dezesseis, literalmente "duas mãos e um pé inteiro e um de outro pé"

- yima hosfirpati wom yimarho tir hosf
setenta, literalmente "três pessoas e duas mãos de outra pessoa"

## Menções
O sistema numérico da língua alamblak foi tema de uma questão na prova da Escola de Linguística de Outono de 2018, parte da 7ª Olimpíada Brasileira de Linguística (Edição Mărgele).